# آنا ماريا بيريز دي تاغلي
آنا ماريا فرانشيسكا بيريز دي تاغلي (بالإنجليزية: Anna Maria Perez de Tagle)‏
ممثلة ومغنية أميركية، عرفت عن دورها "أشلي دويت" في مسلسل هانا مونتانا وإيلا بادور على كامب روك وكامب روك 2: مربى النهائي.

## وصلات خارجية
- الموقع الرسمي
- آنا ماريا بيريز دي تاغلي على موقع IMDb (الإنجليزية)
- آنا ماريا بيريز دي تاغلي على موقع روتن توميتوز (الإنجليزية)
- آنا ماريا بيريز دي تاغلي على موقع ألو سيني (الفرنسية)
- آنا ماريا بيريز دي تاغلي على موقع ميوزك برينز (الإنجليزية)
- آنا ماريا بيريز دي تاغلي على موقع أول موفي (الإنجليزية)
- آنا ماريا بيريز دي تاغلي على موقع قاعدة بيانات برودواي على الإنترنت (الإنجليزية)
- آنا ماريا بيريز دي تاغلي على موقع قاعدة بيانات الأفلام السويدية (السويدية)
- آنا ماريا بيريز دي تاغلي على موقع ديسكوغز (الإنجليزية)
- آنا ماريا بيريز دي تاغلي على موقع قاعدة بيانات الفيلم (الإنجليزية)
- آنا ماريا بيريز دي تاغلي على موقع كينوبويسك (الروسية)